# Вадковский переулок
Вадко́вский переулок (в XIX веке Витковский переулок, Задний переулок) — переулок в Тверском районе Москвы. Проходит от Новослободской улицы до Тихвинской улицы. Нумерация домов от Новослободской улицы. При пересечении Новослободской улицы переходит в Угловой переулок.

## Происхождение названия
Название дано в начале XX века по фамилии домовладельца, полковника Егора Васильевича Вадковского. Старое название — Задний переулок — по своему расположению последним по Новослободской улице. По другой версии, Вадковские владели землей между Камер-Коллежским валом и Задним переулком с XVIII века, когда Федор Иванович Вадковский или его сын Егор Федорович получили ее от Екатерины II.

## История
Застройка местности, прилегающей к Камер-Коллежскому валу, началась только после 1812 года, однако ещё в XVIII веке на углу Новослободской улицы возникла усадьба Вадковских, затем ставшая владением Шепелевых, в начале XIX века перешедшая в род Голицыных. На подробном плане Хотева 1852 года по северной стороне переулка показано только два владения (в том числе голицынская усадьба), по южной — пять, редко застроенных (одно с прудом). Эти дворы относились к приходу храма Тихвинской иконы Божьей Матери, стоящей по сей день в Тихвинском переулке.
В 1856 году княгиня Прасковья Голицына устроила в усадьбе домовую церковь, в следующем году на её землях был учреждён Скорбященский женский монастырь. С 1865 года в доме Голицыной был приют для иногородних монахинь под управлением Троице-Сергиевой лавры.
К концу XIX века местность становится рабочей окраиной и заселяется фабричными рабочими; тогда же, в 1890-е — 1900-е годы, Скорбященский монастырь был существенно расширен и перестроен.
В 1905—1907 гг. педагог С. Т. Шацкий и архитектор А. У. Зеленко выстроили и открыли в Вадковском переулке воспитательный центр для детей рабочих окраин («Сетлемент», а позднее «Детский труд и отдых»). Несмотря на то, что Шацкий и Зеленко намеренно сторонились политики, в 1908 году «Сетлемент» был разгромлен полицией по подозрению в революционной пропаганде.
В советские годы на монастырских землях был выстроен МГТУ «Станкин», собор — обезглавлен. Южная сторона застроена жилыми и административными зданиями 1920-х — 1960-х годов.

## Примечательные здания
- Новослободская улица, 58 — бывший Скорбященский женский монастырь. Сохранились собор Спаса Всемилостивого (1891—1894, архитектор И. Т. Владимиров), Рукодельный корпус (1911, архитектор С. М. Ильинский), жилой корпус и ограда.
- № 1 — Московский государственный технологический университет «Станкин».
- № 3 — центр детского творчества «На Вадковском» в современном здании.
- № 5 — доходный дом Е. И. Розановой (1907, архитектор В. С. Масленников).
- № 5, стр. 1,  памятник архитектуры (федеральный) — дом Общества «Детский труд и отдых» (1907, архитектор А. У. Зеленко[4]). Здание, признанное шедевром московского экспрессионизма[источник не указан 3865 дней], первоначально было покрыто грубой штукатуркой «под шубу». Эта отделка была утрачена, заменена на гладкую штукатурку (то же самое произошло и с другой постройкой Зеленко, в Мансуровском переулке)[5].
- № 7/37,  памятник архитектуры (региональный) — особняк А. В. Маркина (1905, архитектор П. В. Харко). Примечательный особняк начала XX века в стиле модерн[6]. В настоящее время в здании размещается посольство Святого Престола (Ватикана)[5].
- № 18 — Роспотребнадзор.
- № 20 — 14-е отделение милиции.